# ۱۴۰ (عدد)
۱۴۰(صد و چهل) یک عدد طبیعی است که بعد از ۱۳۹ و قبل از ۱۴۱ قرار دارد.